# Boxgrove
Boxgrove – wieś w Anglii, w hrabstwie West Sussex, w dystrykcie Chichester. Leży 6 km na północny wschód od miasta Chichester i 83 km na południowy zachód od Londynu. W 2001 miejscowość liczyła 901 mieszkańców.